# Torneo de las Cinco Naciones 1991
El Torneo de las Cinco Naciones de 1991 fue la 97° edición del principal Torneo de rugby del Hemisferio Norte.
El campeón del torneo fue Inglaterra.

## Clasificación
| Lugar | Selección  | Partidos | Partidos | Partidos  | Partidos | Puntos  | Puntos    | Puntos | Tabla de puntos |
| Lugar | Selección  | Jugados  | Ganados  | Empatados | Perdidos | A favor | En contra | dif.   | Tabla de puntos |
| ----- | ---------- | -------- | -------- | --------- | -------- | ------- | --------- | ------ | --------------- |
| 1     | Inglaterra | 4        | 4        | 0         | 0        | 83      | 44        | +39    | 8               |
| 2     | Francia    | 4        | 3        | 0         | 1        | 91      | 46        | +45    | 6               |
| 3     | Escocia    | 4        | 2        | 0         | 2        | 81      | 73        | +8     | 4               |
| 4     | Irlanda    | 4        | 0        | 1         | 3        | 66      | 86        | -20    | 1               |
| 5     | Gales      | 4        | 0        | 1         | 3        | 42      | 114       | -72    | 1               |

## Resultados
| 19 de enero | Francia | 15 - 9 | Escocia | Parc des Princes, París |  |

| 19 de enero | Gales | 6 - 25 | Inglaterra | Cardiff Arms Park, Cardiff |  |

| 2 de febrero | Irlanda | 13 - 21 | Francia | Lansdowne Road, Dublín |  |

| 2 de febrero | Escocia | 32 - 12 | Gales | Estadio Murrayfield, Edimburgo |  |

| 16 de febrero | Inglaterra | 21 - 12 | Escocia | Twickenham Stadium, Londres |  |

| 16 de febrero | Gales | 21 - 21 | Irlanda | Cardiff Arms Park, Cardiff |  |

| 2 de marzo | Francia | 36 - 3 | Gales | Parc des Princes, París |  |

| 2 de marzo | Irlanda | 7 - 16 | Inglaterra | Lansdowne Road, Dublín |  |

| 16 de marzo | Inglaterra | 21 - 19 | Francia | Twickenham Stadium, Londres |  |

| 16 de marzo | Escocia | 28 - 25 | Irlanda | Estadio Murrayfield, Edimburgo |  |

## Premios especiales
- Grand Slam:  Inglaterra
- Triple Corona:  Inglaterra
- Copa Calcuta:  Inglaterra
- Millennium Trophy:  Inglaterra
- Centenary Quaich:  Escocia